# Kama (Fukuoka)
Kama (Japans: 嘉麻市, Kama-shi) is een Japanse stad in de prefectuur Fukuoka. In 2015 telde de stad 39.294 inwoners. 

## Geschiedenis
Op 27 maart 2006 werd Kama benoemd tot stad (shi). Dit gebeurde na het samenvoegen van de stad Yamada (山田市) met de gemeenten Usui (碓井町), Inatsuki (稲築町) en Kaho (嘉穂町).
Steden:
Asakura · Buzen · Chikugo · Chikushino · Dazaifu · Fukuoka (hoofdstad) · Fukutsu · Iizuka · Itoshima · Kama · Kasuga · Kitakyushu · Koga · Kurume · Miyama · Miyawaka · Munakata · Nakagawa · Nakama · Nogata · Ogori · Okawa · Omuta · Onojo · Tagawa · Ukiha · Yame · Yanagawa · Yukuhashi

Districten:
Asakura · Chikujo · Kaho · Kasuya · Kurate · Mii · Miyako · Mizuma · Onga · Tagawa · Yame
Gemeenten per district